# Tirpitzøya
Tirpitzøya è un'isola facente parte dell'arcipelago delle isole Kong Karls Land, che a sua volta fanno parte dell'arcipelago delle isole Svalbard, in Norvegia.
Tirpitzøya è di forma allungata, lunga 3 km e larga dai 200 ai 500 metri si trova a circa 295 km a nord est dell'isola di Longyearbyen, e circa 80 km a sud est dell'isola di Nordaustlandet nel Mare di Barents, nel nord dell'Oceano Artico.
Il nome deriva da quello di Alfred von Tirpitz (1849-1930) ammiraglio tedesco.